# Пильстрём, Элиас
Эрик Элиас Пильстрём (швед. Erik Elias Pihlström; род. 31 августа 2006, Лаксо, Эребру) — шведский футболист, полузащитник «Дегерфорса».

## Клубная карьера
Начинал заниматься футболом в клубе «Лаксо». Затем выступал за «Шюллеберг», «Рюннинге» и «Эребру». В начале 2023 года перешёл в «Адольфсберг», в составе которого дебютировал во взрослом футболе, сыграв семь матчей в третьем шведском дивизионе, в которых забил два мяча. Летом того же года перебрался в «Дегерфорс», где присоединился к юношеской команде. С 2024 года стал привлекаться к тренировкам с основным составом. В начале февраля подписал с клубом первый профессиональный контракт, рассчитанный на три года. Первую игру за основную команду провёл 18 февраля в матче группового этапа кубка страны против «Эргрюте». В сезоне 2024 года принял участие в 25 матчах в Суперэттане и забил два мяча. По результатам турнира «Дегерфорс» занял первое место в таблице и вышел в Алльсвенскан. 30 марта во встрече первого круга с «Хальмстадом» дебютировал в чемпионате Швеции, появившись на поле в стартовом составе.

## Карьера в сборной
За юношескую сборную Швеции до 19 лет провёл восемь матчей, в которых забил один гол. Единственный мяч был забит 16 ноября в отборочном матче чемпионата Европы с Эстонией.
С 2025 года выступает за молодёжную сборную. В её составе дебютировал 
20 марта в товарищеской игре со сборной Бельгии, выйдя в середине второго тайма вместо Ричи Оморовы.

## Достижения
Дегерфорс
- Победитель Суперэттана: 2024

## Клубная статистика
| Выступление      | Выступление      | Выступление      | Лига | Лига | Кубки | Кубки | Конт. кубки | Конт. кубки | Итого | Итого |
| Клуб             | Лига             | Сезон            | Игры | Голы | Игры  | Голы  | Игры        | Голы        | Игры  | Голы  |
| ---------------- | ---------------- | ---------------- | ---- | ---- | ----- | ----- | ----------- | ----------- | ----- | ----- |
| Адольфсберг      | Дивизион 3       | 2023             | 7    | 2    | 0     | 0     | 0           | 0           | 7     | 2     |
| Адольфсберг      | Итого            | Итого            | 7    | 2    | 0     | 0     | 0           | 0           | 7     | 2     |
| Дегерфорс        | Суперэттан       | 2024             | 25   | 2    | 4     | 1     | 0           | 0           | 29    | 3     |
| Дегерфорс        | Алльсвенскан     | 2025             | 2    | 0    | 3     | 0     | 0           | 0           | 5     | 0     |
| Дегерфорс        | Итого            | Итого            | 27   | 2    | 7     | 1     | 0           | 0           | 34    | 3     |
| Всего за карьеру | Всего за карьеру | Всего за карьеру | 34   | 4    | 7     | 1     | 0           | 0           | 41    | 5     |